# Trzeboń (szczyt)
Trzeboń – szczyt w Górach Złotych na wysokości 713 m n.p.m. Jego wybitność wynosi 282 m n.p.m.

## Topografia
Górę porasta las mieszany. Niedaleko góry występują nietypowe formacje skalne. 